# Лайт Эйр
ЗАО АК «Лайт Эйр» (до 2013 года -  ЗАО Авиакомпания «Уфимские авиалинии») — авиакомпания, базирующаяся в аэропорту Уфы. Парк авиакомпании составляет несколько самолётов Ан-2 и вертолётов Robinson R44, Robinson R66. Авиакомпания имеет сертифицированную авиационно-техническую базу по вышеуказанным воздушным судам.

## История
Авиакомпания создана 25 сентября 2001 года как самостоятельное предприятие с целью заполнить специфическую нишу, пустующую на рынке авиационных работ в Башкирии, и создать рабочие места для сокращённого летно-технического состава авиакомпании «Башкирские авиалинии». Этой нишей является сегмент авиационных работ, выполняемых малой авиацией на территории Республики Башкортостан.
9 августа 2013 года ЗАО Авиакомпания «Уфимские авиалинии» провела ребрендирование предприятия и теперь именуется ЗАО Авиакомпания «Лайт Эйр».

## География полётов
География полётов авиакомпании «Уфимские авиалинии» за пределами Башкирии — Челябинская область, Курганская область, Республика Татарстан, Пермский край, Архангельская область, Тюменская область, Волгоградская область, Краснодарский край и другие регионы Российской Федерации.

## Деятельность
Авиакомпания выполняет в основном сельскохозяйственные работы, оказание медицинской помощи населению, полёты для МЧС России, патрулирование нефте- и газопроводов.
С 2008 года авиакомпания выполняет экскурсионные полёты на вертолёте Robinson R44 над Уфой.

## Авиационные происшествия и катастрофы
Деятельность «Лайт Эйр», а это бывшие «Уфимские авиалинии», в последние годы сопровождается рядом серьёзных ЧП, в том числе со смертельным исходом. 
- В феврале 2016 года в Оренбургской области потерпел крушение Ан-2, облетавший трубопроводы по заказу «Транснефти». При крушении погибли 3 человека.
- В марте вертолёт Robinson совершил жёсткую посадку в поле в Уфимском районе. Борт получил значительные повреждения хвостовой части. Экипажу удалось спастись.
- 4 мая 2017 года в Белорецком районе потерпел крушение вертолёт Robinson R-44, выполнявший рейс по авиационному патрулированию лесов. В катастрофе погибли три человека.

## Адрес
- Юридический адрес: 450080, РФ, Республика Башкортостан, Уфа, ул. Менделеева, д. 158
- Почтовый адрес: 450056, РФ, Республика Башкортостан, Уфимский район, с. Булгаково, ул. Строителей, д. 1, корп. 1
- АФТН: УВУУОГЬЬ
- Код для полётов на внутренних воздушных линиях: ПР (у ЗАО Авиакомпания «Уфимские авиалинии» — УР)